# Jeff Yagher
Jeffrey Yagher (Lawrence, Kansas, 18 de enero de 1961) es un actor estadounidense.

## Biografía
Su debut de televisión fue en la serie V caracterizando a "Kyle Bates". Posteriormente estelarizó a "Tommy Hanson" en el episodio piloto de la serie de televisión 21 Jump Street; hizo el papel que luego fue asumido por Johnny Depp.
También apareció caracterizando a un grosero locutor de radio en un capítulo de la serie Murder, She Wrote (conocida como La Reportera del crimen en Hispanoamérica y como Se ha escrito un crimen en España).
Él también apareció en varios episodios de Six Feet Under, en el papel de "Hoyt Woodworth", en 2004.
Sus créditos en películas incluyen a My Fellow Americans, Shag,  y View from the Top. También apareció en telefilmes como El templete de Nasse House (1986) y One of Her Own (1994).
Yagher está casado con la actriz Megan Gallagher y tienen dos hijos. Su hermano es el experto de efectos especiales Kevin Yagher.
Él también es un renombrado escultor de figurillas para compañías, como Sideshow y ensamblajes de resina para el mercado aficionado.